# 延済源
延 済源（ヨン・ジェウォン、朝鮮語: 연제원/延濟源、1927年6月16日 - 2010年5月6日）は、大韓民国の実業家、政治家。第11・13代韓国国会議員。本貫は谷山延氏、号は青岩（チョンアム、청암/靑岩）。仏教徒。 

## 経歴
京城府（現・ソウル特別市）出身。京城又新公立尋常小学校（現・ソウル又新初等学校）、中東中学校、首都工業高等学校（現・首都電気工業高等学校）、国民大学校、慶南大学校、延世大学校卒、ソウル大学校経営大学院修了。国会議員2期のほか、三模興業株式会社、株式会社三模会長、韓日議員連盟幹事、国会予決委員、国会交逓・統一委員会幹事、行政委員、民主自由党永登浦甲区地区党委員長、青岩奨学会理事長、クァンドン老人長寿大学学長、ハンナラ党国策諮問委員を歴任した。